# VTB Arena
El VTB Arena (del ruso: ВТБ Арена) llamado también el Lev Yashin Stadium, es un complejo deportivo que se encuentra ubicado en Moscú, Rusia. El recinto, es propiedad de la sociedad deportiva Dynamo Moscú, incluye un campo de fútbol y una arena de hockey sobre hielo en la misma edificación. El estadio de fútbol, lleva el nombre del histórico futbolista ruso Lev Yashin; tiene una capacidad para 27 000 espectadores sentados, mientras que la arena de hockey sobre hielo tiene una capacidad de 12 000 espectadores.
El estadio está ubicado en el distrito Aeroport de la ciudad de Moscú y ocupa el lugar del antiguo estadio Dynamo, inaugurado en 1928 y demolido en 2008. El proyecto está programado para ser llamado VTB Arena, pero actualmente VTB Bank está tratando de vender los derechos de denominación. El nuevo complejo también incluye un centro comercial y de entretenimiento, edificios de oficinas, edificios de apartamentos, un hotel de 5 estrellas y un garaje de 1.600 plazas. La inversión total se estimó en 1.500 millones de dólares. Fue inaugurado el 6 de julio del 2019.

## Diseño

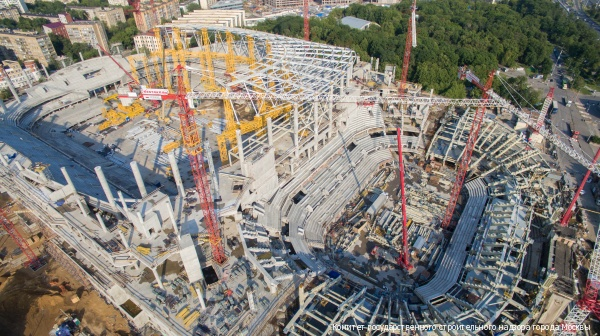
Construcción del estadio en julio de 2016.

El concepto inicial del VTB Arena fue dibujado por el arquitecto holandés Erick van Egeraat, quien hace diseños principalmente para edificios en Rusia y Alemania. Su visión de incluir un estadio de fútbol y una arena de hockey sobre hielo en el interior del antiguo Estadio Dinamo, ganó la aprobación de las autoridades. Otros arquitectos que presentaron sus proyectos para la licitación, pero perdieron en la oferta final fueron Perkins Eastman, Populous, y Gerkan, Marg and Partners. Sin embargo, algunos de los elementos de las pujas perdedoras podrían seguir siendo utilizados en el diseño final.
El diseño final fue preparado por la firma estadounidense MANICA Architecture. En comparación con el diseño inicial del proyecto, el diseño final del proyecto perdió su techo retráctil y algunas características de la fachada. El diseño de la audiencia también estaba sujeto a cambios, terminando con dos niveles de asientos, en lugar de tres.

## Historia
El antiguo estadio Dynamo se cerró para su demolición en 2008, y el nuevo VTB Arena se construyó en su lugar. El diseño final del nuevo estadio fue realizado por David Manica de MANICA Architecture, y la construcción se planeó originalmente para 2016 y luego para 2017, pero continuó en 2018. El proyecto se llama VTB Arena, a pesar de que VTB Bank intentó vender los derechos de denominación. El estadio de fútbol tiene una capacidad de 27 000, que puede ajustarse hasta 45 000, o hasta un número no revelado, mientras que el estadio interior tiene una capacidad base de 12 000 que puede expandirse hasta 15 000, o hasta otro número no revelado. El nuevo complejo también incluye un centro comercial y de entretenimiento, edificios de oficinas, edificios de apartamentos, un hotel de 5 estrellas y un estacionamiento para 1 600 automóviles. La inversión total se estima en US $1 500 millones.
El estadio se incluyó en la candidatura rusa para la Copa Mundial de la FIFA 2018, posiblemente para albergar el primer partido, ya que el Estadio Luzhniki albergaría la final. Sin embargo, a finales de septiembre de 2012, la FIFA anunció la lista de ciudades y lugares anfitriones, que excluía a VTB Arena de la lista de anfitriones. Esta decisión no fue una sorpresa, ya que resultó que el Otkrytie Arena estaría listo antes del VTB Arena, que se puso en funcionamiento en 2014.
El 27 de noviembre de 2018, el estadio confirmó que el primer partido de fútbol después de la reapertura será el derbi entre el FC Dinamo Moscú y el Spartak Moscú, programado provisionalmente para el 10 de marzo de 2019. Por su parte, el club de hockey sobre hielo HC Dynamo Moscú jugará su primer partido en la arena (que se llamará Arkady Chernyshev Arena para los partidos de hockey) el 4 de enero de 2019 contra el Avtomobilist Yekaterinburg.

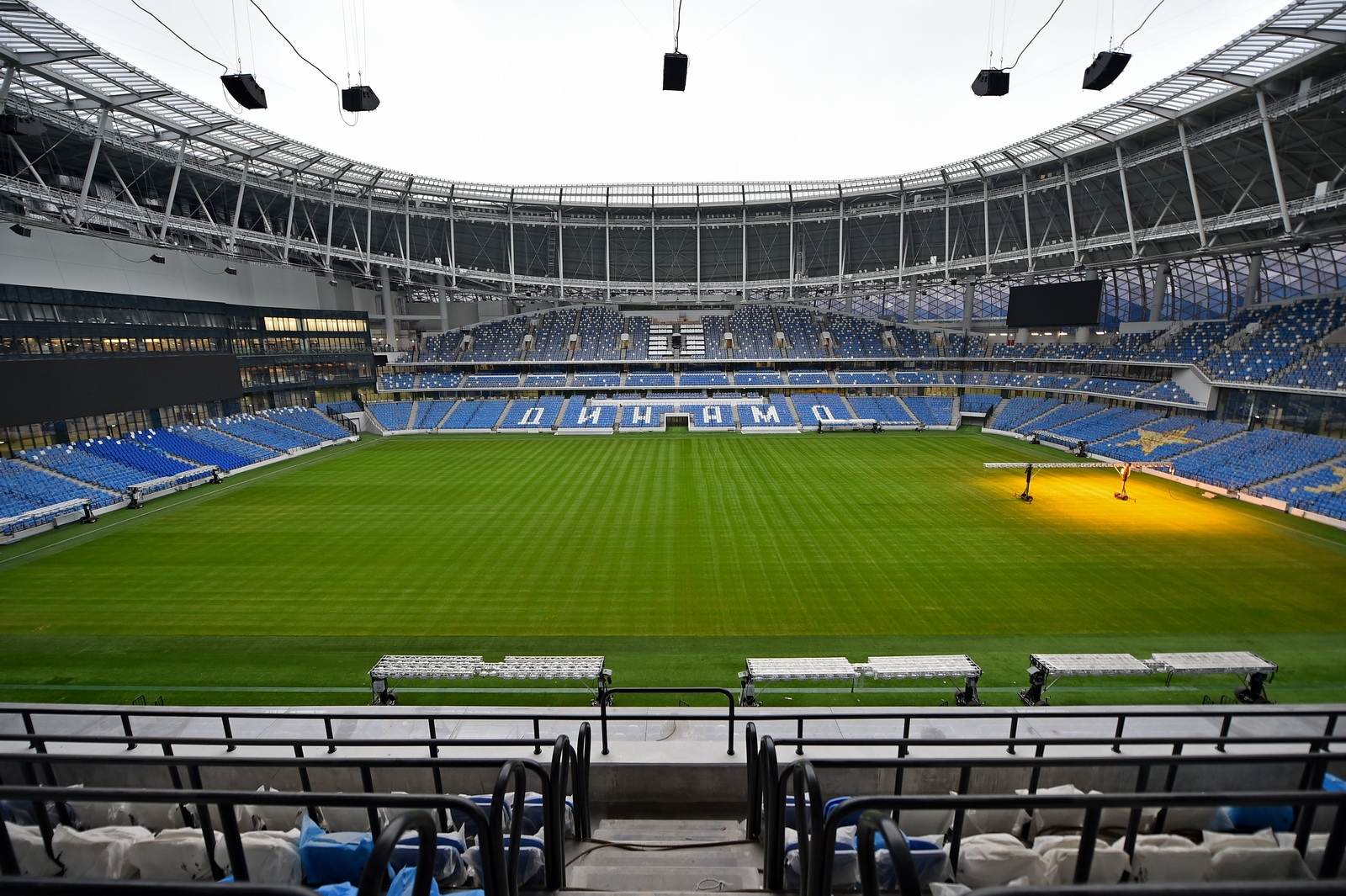
Estadio de fútbol
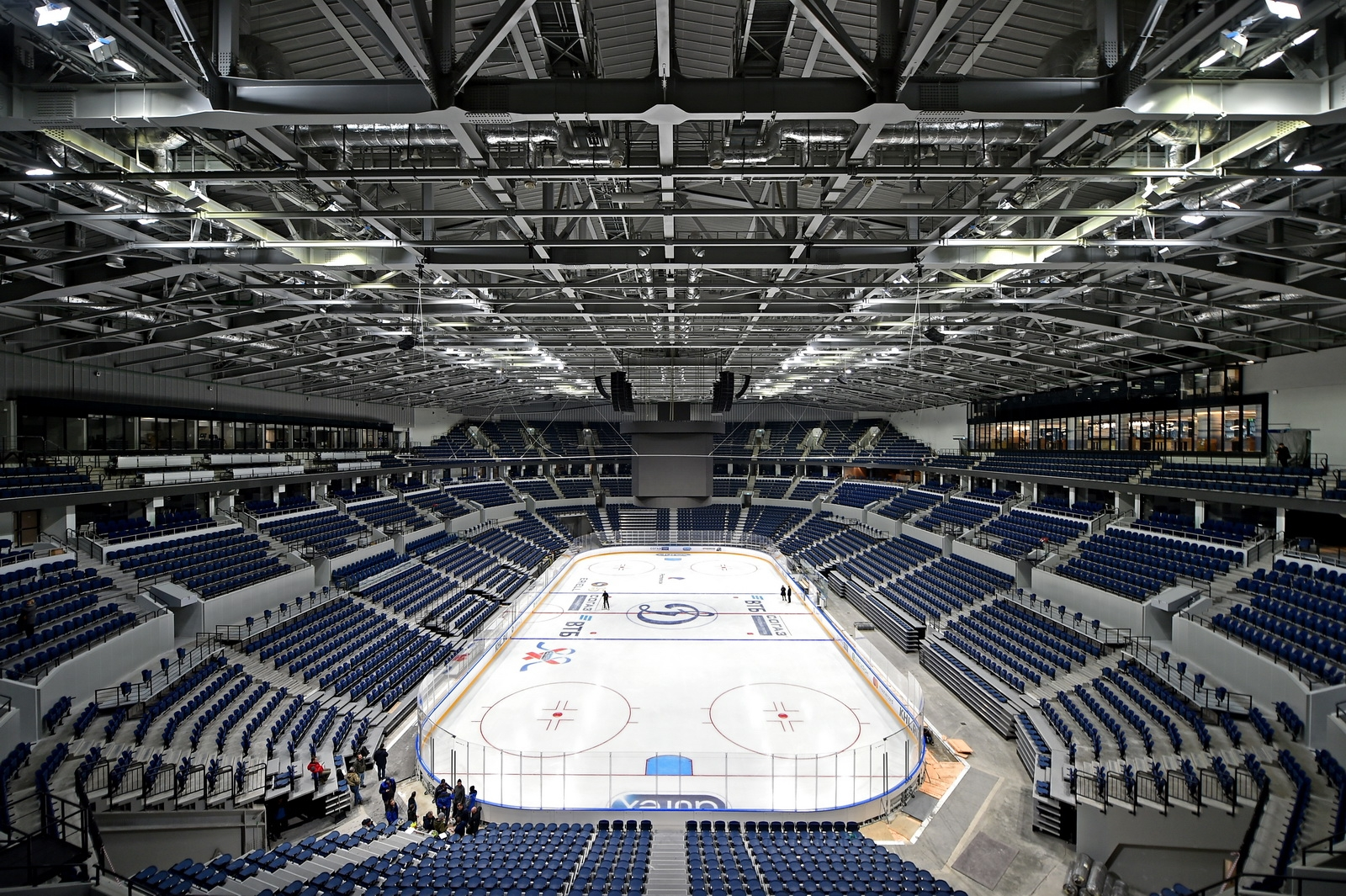
Arena de hockey